# Stari Kot
Stari Kot este o localitate din comuna Loški potok, Slovenia, cu o populație de 11 locuitori.